# کرفت هاینز
کرفت هاینز (انگلیسی: Kraft Heinz) شرکت صنایع غذایی چندملیتی آمریکایی است، که در سال ۲۰۱۵ در پی ادغام دو شرکت کرفت فودز و هاینز تأسیس شد.